# Voltor de l'Índia
El voltor de l'Índia (Gyps indicus) és un ocell rapinyaire de la família dels accipítrids (Accipitridae). Habita sabanes, terres de conreu i ciutats de l'Àsia meridional, al nord del Pakistan i l'Índia. El seu estat de conservació es considera en perill crític d'extinció.